# Zweiter Burenkrieg
Kimberley – Talana Hill – Elandslaagte – Ladysmith – Modder River – Stormberg – Magersfontein – Colenso – Spion Kop – Vaal Krantz – Paardeberg – Tugela Heights – Sanna’s Post – Mafeking – Diamond Hill – Bergendal – Nooitgedacht – Blood River Poort – Bakenlaagte – Tweebosch – Rooiwal
Der Zweite Burenkrieg (auch Südafrikanischer Krieg; englisch auch Second Anglo Boer War, „Zweiter Englisch-Burischer Krieg“, Afrikaans: Tweede Vryheidsoorlog, „Zweiter Freiheitskrieg“) von 1899 bis 1902 war ein Konflikt zwischen Großbritannien und den beiden Burenrepubliken Oranje-Freistaat und Südafrikanische Republik (Transvaal), der mit deren Eingliederung in das britische Imperium endete. Ursachen waren das Streben Großbritanniens nach den Bodenschätzen der Region innerhalb eines territorial geschlossenen Kolonialreichs in Afrika sowie die von Joseph Chamberlain zur imperialen Angelegenheit erklärte Bekämpfung der Ausländerfeindlichkeit (keine Einbürgerung und kein Wahlrecht für Uitlanders, also auch nicht von oder für Briten) in der Politik der Südafrikanischen Republik.

## Vorgeschichte
Nach der Abtretung der bis dahin niederländischen Kapkolonie an Großbritannien 1806 gerieten die dort lebenden Buren zunehmend in die Minderheit. Durch die Aufhebung der Sklaverei 1836 sahen sie sich ihrer ökonomischen Grundlage beraubt. Um ihre Identität zu wahren und um sich nicht den britischen Gesetzen beugen zu müssen, wichen etwa 12.000 Buren im sogenannten Großen Treck von 1835 bis 1841 ins Hinterland aus. Nördlich des Oranje-Flusses gründeten sie 1842 den Oranje-Freistaat mit der Hauptstadt Bloemfontein und 1853 nördlich des Vaal die Südafrikanische Republik (Transvaal) mit der Hauptstadt Pretoria.
Von ihrer Gründung an standen die beiden Burenrepubliken dem britischen Expansionsstreben im Wege. Die Südafrikanische Republik war von Großbritannien bereits 1877 einmal annektiert worden, hatte aber ihre Unabhängigkeit schrittweise zurückerlangt: Selbstverwaltung unter formeller britischer Oberherrschaft nach dem Ersten Burenkrieg 1880/81 bzw. weitgehende Unabhängigkeit gemäß Londoner Convention 1884.

## Auslösende Faktoren

### Gold, Diamanten und Uitlanders

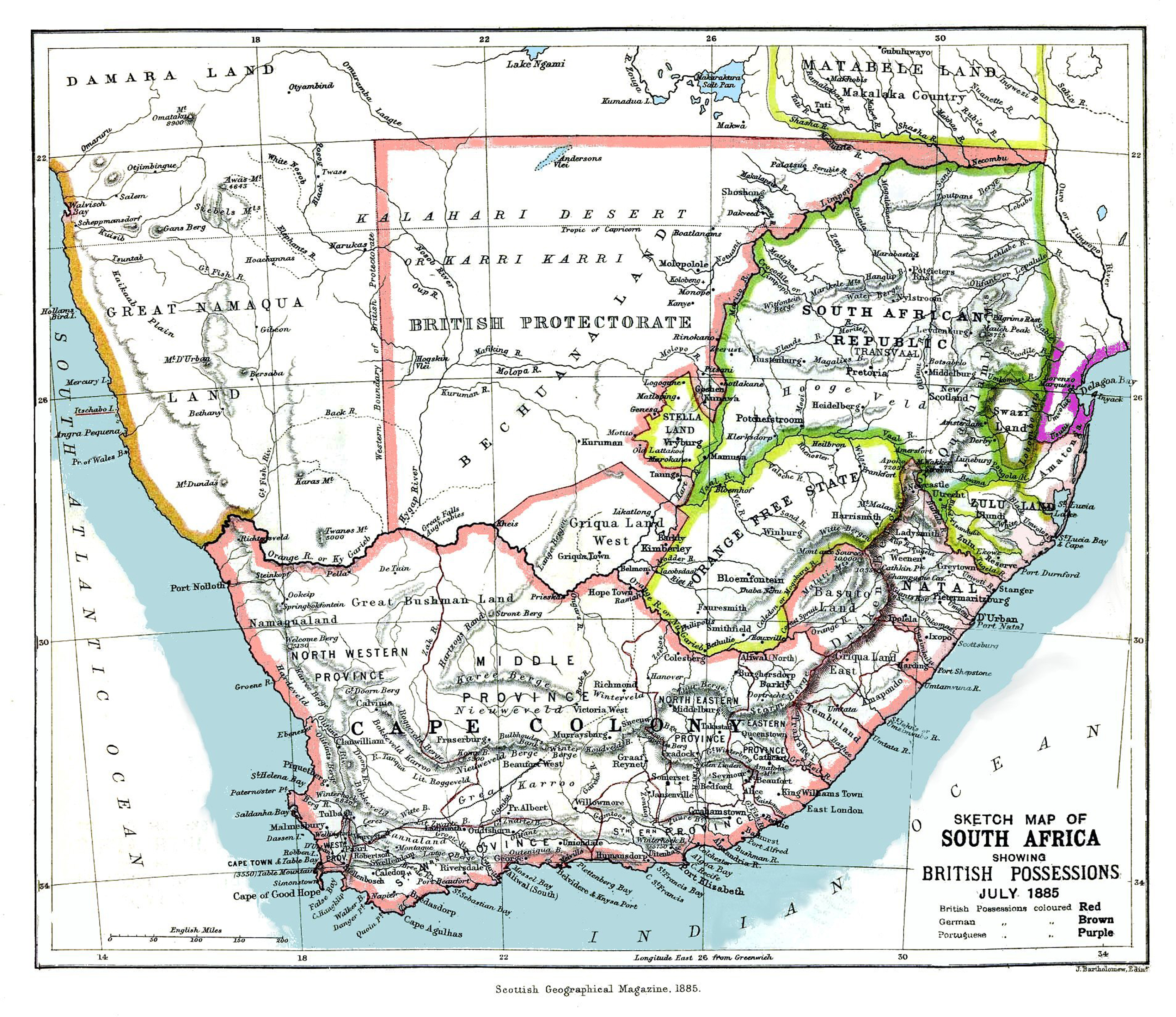
Das südliche Afrika im Jahre 1885

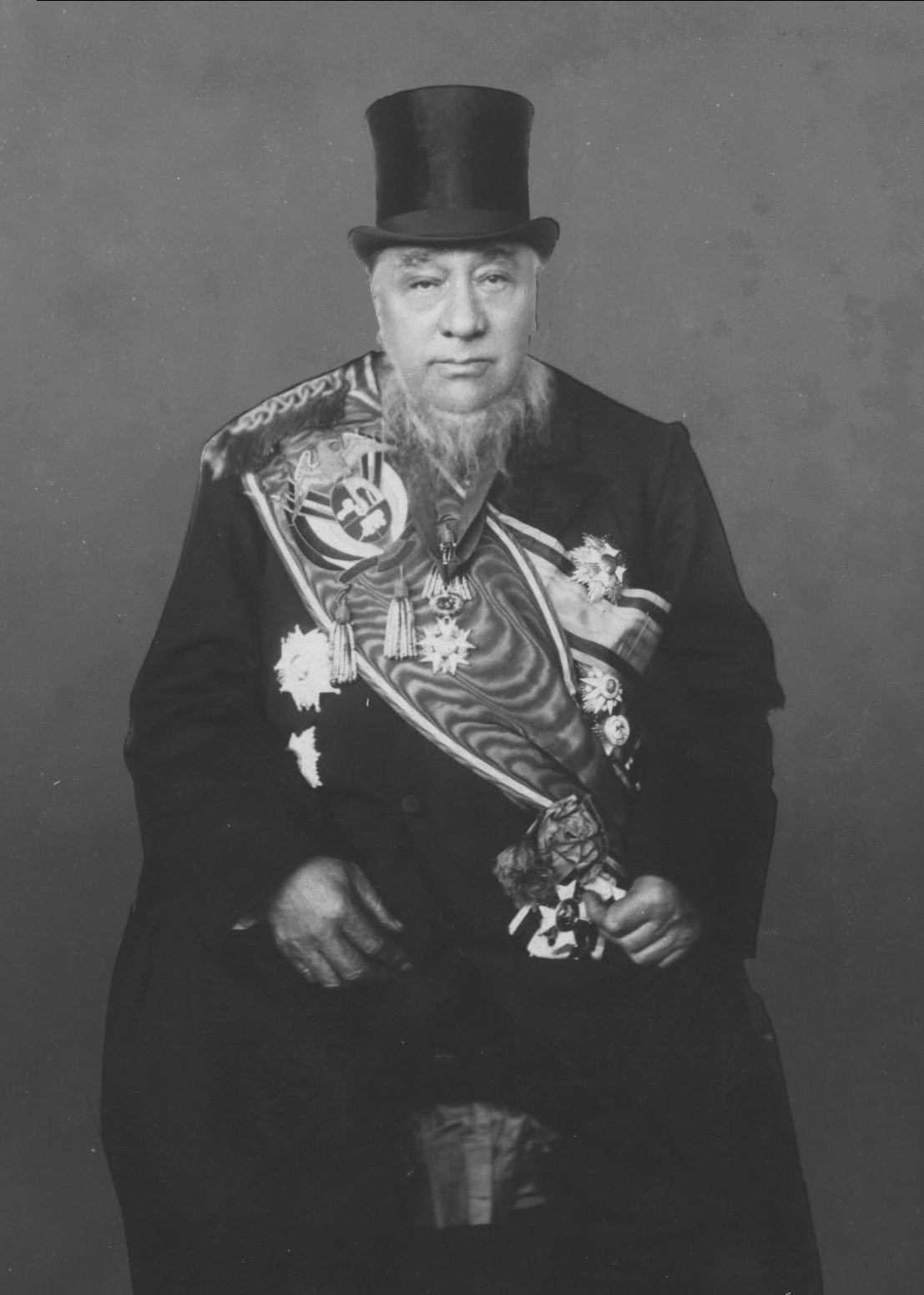
Paul Kruger nach seiner vierten Wahl zum Präsidenten der Südafrikanischen Republik 1898

Das wichtigste auslösende Motiv für den Burenkrieg war die Entdeckung der ertragreichen Diamant- und Goldvorkommen 1869 in Kimberley und 1886 in Witwatersrand rund um Johannesburg auf dem Gebiet der Burenrepubliken. Die Aussicht auf schnellen Reichtum lockte Tausende von Goldgräbern aus zahlreichen Ländern an, vor allem aus den britisch verwalteten Nachbargebieten, der Kapkolonie und aus Natal. Cecil Rhodes Pläne zur Ausdehnung seines privaten kolonialen Interessenbereiches (British South Africa Company) wurden dagegen durch die Souveränität der burisch regierten und wirtschaftlich aufstrebenden Zuid-Afrikaansche Republiek behindert. Hauptsächlich dieser Binnenstaat stand Rhodes’ Großmachtstreben im Wege. Die Buren sahen sich erneut in ihrer Eigenart bedroht. Unter dem antibritisch gesinnten, pragmatisch eingestellten Präsidenten von Transvaal, Paul Kruger (1825–1904), entstand eine burische Wirtschaftselite mit eigens verliehenen Monopolen. Das brachte Krugers Politik zunehmend in eine Konfliktlage mit den großen Bergbauunternehmen, die meist ausländisch geführt waren.

### Rhodes und der Kap-Kairo-Plan
Krugers Politik lieferte Großbritannien den Vorwand, sich zum Anwalt der Ausländer in den Burenrepubliken zu machen und erneut gegen deren Unabhängigkeit vorzugehen. Das eigentliche Interesse der britischen Politik galt der Kontrolle der Bodenschätze und der Verwirklichung des sogenannten Kap-Kairo-Plans, der ein geschlossenes britisches Kolonialreich von Ägypten bis Südafrika vorsah.
Einer der Protagonisten dieses Plans war der imperialistische Politiker Cecil Rhodes, ein im Diamantengeschäft reich gewordener Unternehmer, der seit 1881 als Abgeordneter im Parlament der Kapkolonie saß. Um die Burenrepubliken einzukreisen und sie von dem Einfluss des Deutschen Kaiserreichs über dessen neue Kolonie Deutsch-Südwestafrika (1884–1915) abzuschneiden, hatte er 1885 die Inbesitznahme von Betschuanaland, dem heutigen Botswana, und 1889 die des späteren – nach ihm benannten – Rhodesien (heute Sambia und Simbabwe) durch die Briten betrieben. Goshen und Stellaland wurden als Vereinigte Staaten von Stellaland annektiert und gingen in Britisch-Betschuanaland auf.

### Der Jameson Raid

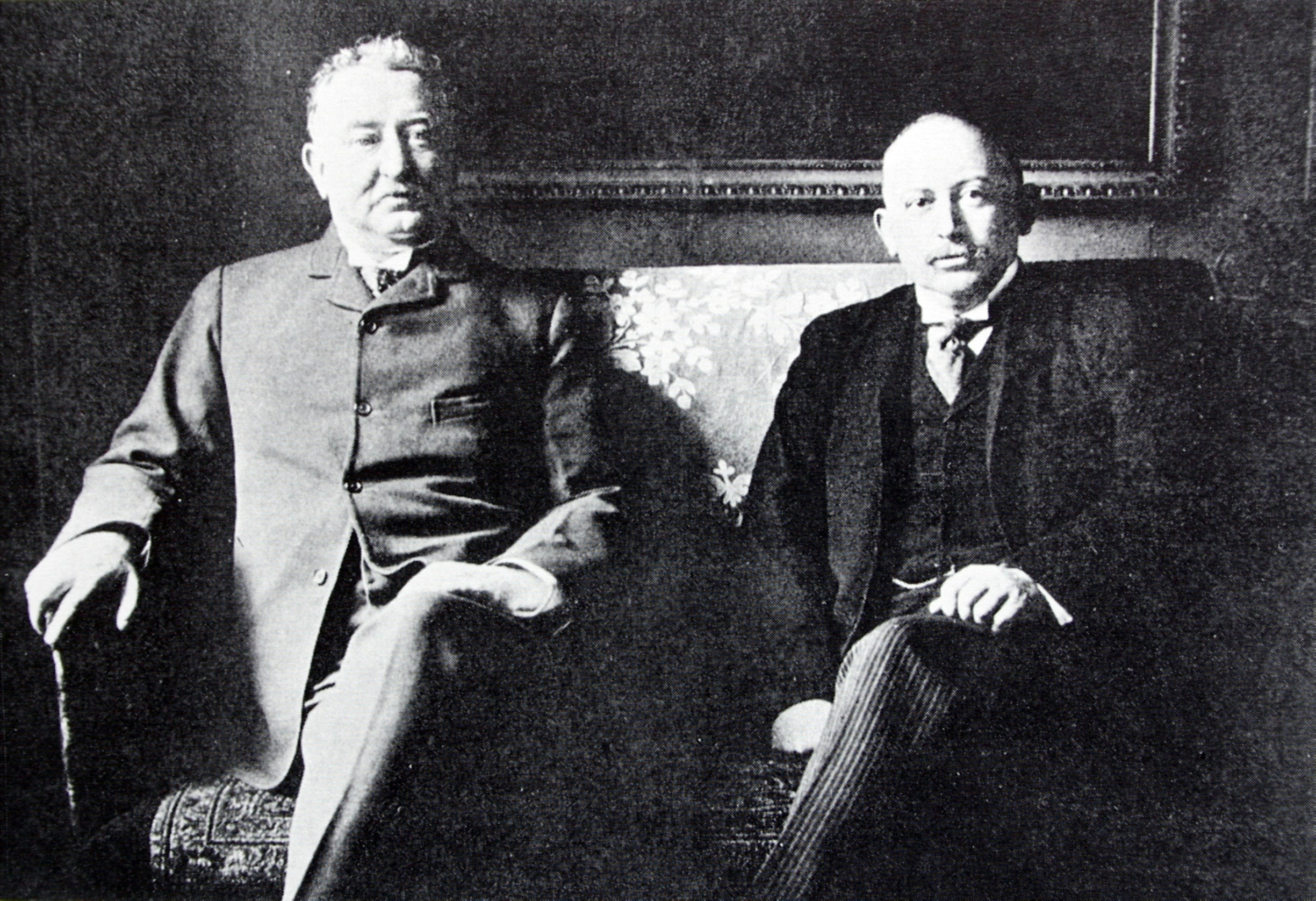
Cecil Rhodes und Alfred Beit, Drahtzieher des Jameson Raids

Seit 1890 war Rhodes Premierminister der Kapkolonie und setzte seine Einkreisungspolitik fort. 1895 beförderte er den sogenannten Jameson Raid, einen bewaffneten Überfall unter Führung des Briten und Generaladministrators von Rhodesien Leander Jameson, durch den Präsident Kruger gestürzt werden sollte. Rhodes bewirkte bei der Regierung in London, dass ihm am westlichen Rand von Transvaal, jedoch auf dem Gebiet des britischen Protektorats Betschuanaland ein Landstreifen übereignet wurde. Rhodes hatte angegeben, dort eine Eisenbahn nach Rhodesien bauen zu wollen. Es war jedoch Jameson, der als hoher Regierungsbeamter etwa 600 Polizisten auf diesem Gebiet versammeln ließ. Rhodes versuchte im letzten Moment die Aktion abzuwenden, Jameson erhielt diese Nachricht nicht und scheiterte mit seinen Truppen an gut vorbereiteten burischen Kommandos schließlich am 2. Januar 1896. Der Regierung der Südafrikanischen Republik gelang es, diesen Plan und seine politische Nachwirkungen durch das geschickte Vorgehen von Paul Kruger abzuwehren. Zu den Folgen zählte u. a. ein steigendes Misstrauen der bis dahin zur britischen Krone loyalen Buren in der Kapkolonie. Die Polarisierung zwischen Briten und Buren stieg seit diesem Ereignis spürbar an und hielt sich langfristig.
Die erfolgreiche Abwehr dieses Anschlags veranlasste Kaiser Wilhelm II. zu einem Glückwunschtelegramm an Präsident Kruger. Die sogenannte Krüger-Depesche löste wiederum in Großbritannien eine Welle antideutscher Empörung aus.
Der Jameson Raid trug nicht unwesentlich zum Machterhalt Krugers im Transvaal bei, der die Militärausgaben deutlich steigerte und moderne Waffen in Frankreich und Deutschland beschaffen ließ. Außerdem ließ er große Befestigungsanlagen um Pretoria und Johannesburg anlegen, die aber im späteren Krieg keine Rolle spielen sollten.
Weiterhin sahen sich die Briten 1897 durch das militärische Bündnis zwischen dem Oranje-Freistaat und Transvaal provoziert. Lord Alfred Milner als Gouverneur der Kapkolonie schlug konziliante Angebote Krugers aus und lenkte ab 1897 seine politische Agenda auf Krieg um.

### Der Weg in den Krieg

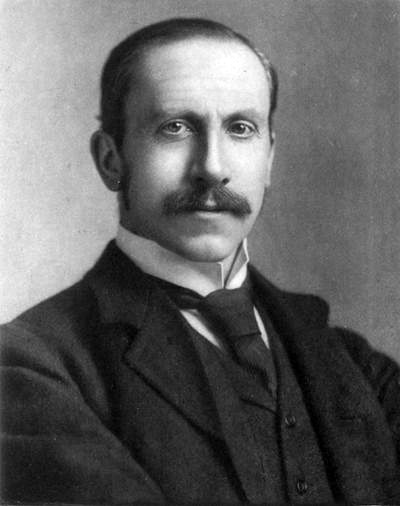
Alfred Milner, Hoher Kommissar für Südafrika seit 1897

Die andauernde Benachteiligung (britischer) Uitlanders diente als Begründung zur militärischen Aufrüstung in der Kapprovinz, umso mehr als führende Kolonialpolitiker wie der Gouverneur der Kapprovinz und Hochkommissar für Südafrika Alfred Milner und der britische Kolonialminister Joseph Chamberlain die Annexion der Burenrepubliken bereits ins Auge gefasst hatten. Überzeugt von einem schnellen Sieg über die Buren, trieben sie die Kriegsvorbereitungen voran.
Der Präsident des Oranje-Freistaates Marthinus Theunis Steyn lud Milner und Kruger zu einer Konferenz ein, die ab dem 30. Mai 1899 in Bloemfontein stattfand. Sie wurde von britischer Seite bald ergebnislos abgebrochen. Krugers anschließende Kompromissvorschläge vom Juli und August wurden von Milner und seinen Verbündeten bewusst hintertrieben, der stattdessen die Entsendung von 10.000 Soldaten zur Verstärkung der britischen Garnisonen in Natal forderte. Diesen sollte im Kriegsfall ein Armeekorps von 50.000 Mann unter General Redvers Buller folgen. Nachdem Milner Chamberlain von der Notwendigkeit dieses Schrittes überzeugt hatte, gelang es diesem, auch die Mehrheit des Kabinetts auf seine Seite zu ziehen. Anfang September wurde das erste Kontingent unter George Stuart White eingeschifft, und am 22. September verbreitete die Presse, die britische Regierung habe auch die Entsendung des Armeekorps gebilligt. Wenig später wurden die bereits in Natal befindlichen Truppen vom dortigen Befehlshaber Penn Symons in die Nähe der Grenze nach Dundee vorgeschoben.
Entgegen dem Rat Steyns ordnete Kruger am 28. September die Mobilmachung des Transvaals an und entsandte die Kommandos unter Piet Joubert an die Grenzen. Gleichzeitig setzte ein Exodus der Uitlander des Witwatersrand ein, die Zuflucht in Natal und der Kapkolonie suchten. Am 2. Oktober gab auch Steyn nach und ließ die Bürger des Oranje-Freistaats mobilisieren. Kruger stellte, von der Unvermeidbarkeit des Kriegsausbruches überzeugt, am 9. Oktober ein Ultimatum. Er forderte die Briten auf, innerhalb 48 Stunden alle Truppen von der Grenze Transvaals zurückzuziehen und ihre auf See befindlichen Truppen umkehren zu lassen; andernfalls würden Transvaal und der Oranje-Freistaat dies als Kriegserklärung betrachten. Dieses Ultimatum wurde in Großbritannien mit Erleichterung aufgenommen, da nun kein eigenes Ultimatum mehr gestellt zu werden brauchte, was die moralische Position des Landes belastet hätte. Damit hatte das monatelange Tauziehen ein Ende gefunden. Am 14. Oktober wurden die ersten von Bullers Truppen in Southampton eingeschifft.

## Kriegsverlauf

### Organisation der Buren-Streitkräfte bei Ausbruch des Krieges
Die burischen Streitkräfte waren gut bewaffnet und dank ihrer Organisation als überwiegend berittene Einheiten hoch mobil. Sie zählten anfangs rund 40.000, im Kriegsverlauf bis zu 80.000 Mann (darunter auch Angehörige europäischer Staaten, die sich freiwillig anschlossen, wie auch ein deutsches Freikorps, gegründet von Adolf Schiel). Von den Streitkräften standen allerdings selten mehr als 40.000 Mann gleichzeitig im Feld. Bei Ausbruch des Krieges verfügten die Briten nur über 15.000 Mann regulärer Truppen in der Kapkolonie und in der Kolonie Natal. Die Kämpfe verliefen für die Buren daher zunächst äußerst günstig.
Die Buren-Staaten verfügten nur über wenige Berufssoldaten, nämlich die rund 350 Mann starke Transvaalse Staatsartillerie (T.S.A.) und das etwa 160 Köpfe zählende Oranje Vrijstaat Artillerie Corps (O.V.S.A.C). Beide Korps verdoppelten ihre Stärke bei Ausbruch des Krieges durch Einberufung von Reservisten. Für den Kriegsdienst abkommandiert wurden außerdem diverse Polizeieinheiten wie die bis zu 2.500 Mann starke Zuid-Afrikaansche Republiek Politie (Z.A.R.P.) in Transvaal. Die Artillerie war weitestgehend nach europäischem Vorbild organisiert. In Transvaal kommandierte die Artillerie ein Oberstleutnant (später Oberst), im Oranje-Freistaat ein Hauptmann (später Major).
Das Gros der Truppen bestand aus Milizverbänden, die in für den Geländeeinsatz geeigneter Zivilkleidung, gut bewaffnet und oft mit dem eigenen Pferd ins Feld zogen. Die Miliz war in bis zu mehrere Hundert Mann (Burger) zählende, meist berittene Kommandos (Kommandos) gegliedert, die jeweils nach ihrem Heimatdistrikt benannt waren (z. B. Pretoria Kommando). Geführt wurden die Burenkommandos (Boerekommando) jeweils von einem Kommandanten (Kommandant). Nachgeordnet waren etwa zwei bis vier Feldkornetschaften, die nach Wahlkreisen bzw. Gemeinden (Wyk) organisiert waren und die ein Feldkornet (Veldkornet) befehligte. Umfasste die Feldkornetschaft mehr als 200 Burgers, konnte ein Assistent-Veldkornet hinzukommen. Zur Entlastung der Offiziere wurden schließlich auch Korporale (Korporaal) ernannt, die jeweils etwa 15 Mann aus ihrer unmittelbaren Nachbarschaft vorstanden.
An der Spitze des Heerwesens stand in Transvaal der General-Kommandant (Kommandant-generaal), im Oranje-Freistaat der Staatspräsident. In Transvaal ergänzten die Generalität später die Ränge Assistent-kommandant-generaal und „Kampfgeneral“ (Veggeneraal), im Oranje-Freistaat Hauptkommandant (Hoofkommandant), Assistent-hoofkommandat und Veggeneraal. In Friedenszeiten wurden alle Kommando- und Generalsposten per Wahlverfahren besetzt und waren befristet, z. B. in Transvaal auf drei (Feldkornett) bis fünf Jahre (General-Kommandant). Eine Ausnahme bildeten die Artillerie und Polizei, deren Angehörige – wie in regulären Einheiten üblich – auf Dauer angestellt und nach Dienstalter sowie persönlicher Eignung befördert wurden.
Die Kommando-Offiziere trugen, wie die einfachen Milizsoldaten, stets Zivil. Ebenso verzichtete die Generalität, zumindest im Feldeinsatz, auf eine auffällige Bekleidung. Zivil trug etwa auch Christiaan de Wet, seit 1902 Hoofkommandant und militärischer Oberbefehlshaber der Oranje-Streitkräfte. Transvaals Kommandant-generaal Louis Botha bevorzugte eine schlichte khakifarbene Uniform mit Metallknöpfen und Stehkragen, doch ohne Rangabzeichen. (Sein Amtsvorgänger Petrus Jacobus Joubert hatte bei offiziellen Anlässen gelegentlich die blaue Offiziersuniform der T.S.A. angelegt.) Gemeinsames äußeres Kennzeichen der Burenkommandos waren jedoch der auf der rechten Seite hochgeschlagene, oft mit dem Staatswappen aus Metall versehene Schlapphut sowie ein bis zwei über die Schultern getragene Munitionsgurte.
Der Jameson Raid veranlasste die Buren-Staaten zu einer raschen Modernisierung ihrer militärischen Ausrüstung. Der Oranje-Freistaat reorganisierte 1896 seine Artillerie und versah sie mit 14 Krupp-, 3 Maxim- und 1 Schnellfeuerkanonen. In Transvaal kaufte Präsident Paul Kruger, teils sogar aus privaten Mitteln und wohl unter Umgehung des Parlaments (Volksraad), 37.000 Mauser-Gewehre Modell 95 und moderne Artillerie. Bei Ausbruch der Feindlichkeiten besaß Transvaal rund 80 Geschütze, darunter neue 7,7-cm-Krupp-Feldkanonen C96, 75-mm-Creusot-Feldkanonen, 37-mm-Schnellfeuerkanonen (Vickers-)Maxim-Nordenfelt „Pom-Pom“ und 12-cm-Krupp-Haubitzen. Hinzu kamen 1897 vier Exemplare der 155-mm-Creusot-Festungskanone („Long Tom“), von denen zunächst jeweils ein Exemplar in den zum Schutz der Hauptstadt Pretoria neu errichteten vier Forts (Fort Daspoortrand, Fort Klapperkop, Fort Schanskop, Fort Wonderboompoort) platziert wurde. Während des Krieges kamen sie jedoch zum Feldeinsatz, unter anderem während der erfolglosen Belagerungen der britischen Garnisonen von Mafeking und Ladysmith.

### Erste Erfolge der Buren bis zum Jahresanfang 1900

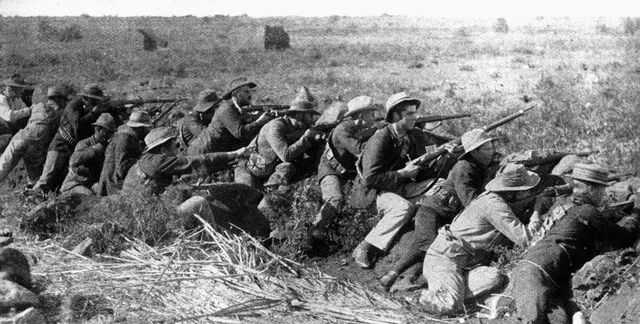
Buren in einem Schützengraben vor der Stadt Mafeking um 1899

General Louis Botha um 1900

Nach Ablauf des Kruger-Ultimatums brachen am 12. Oktober 1899 die Kampfhandlungen aus. Unter General Piet Joubert überquerten am 13. Oktober etwa 10.000 Buren bei Volksrust die Grenze nach Natal und begannen ihren Vormarsch nach Dundee, das sie um den 20. Oktober erreichten. Mit dem Eintreffen weiterer Kontingente wuchs Jouberts Armee später auf etwa 20.000 Mann an. Weitere burische Kontingente unter Piet Cronjé und Koos de la Rey begannen um diese Zeit mit der Belagerung der britischen Außenposten Mafeking im äußersten Nordosten der Kapkolonie und Kimberley an der Grenze zum Freistaat. Die ersten größeren Gefechte des Krieges bei Talana Hill und Elandslaagte am 20. und 21. Oktober endeten zwar mit taktischen Erfolgen der Briten, dennoch mussten sich diese bald aus Dundee zurückziehen. Der britische Oberbefehlshaber in Natal, George Stuart White, stellte sich den vorrückenden Buren am 30. Oktober, später „Mournful Monday“ genannt, in der Schlacht von Ladysmith, die in einem völligen Desaster endete. White und seine 12.000 Mann wurden in Ladysmith eingeschlossen und der Rest Natals inklusive der Hauptstadt Maritzburg und des Hafens Durban waren einem burischen Angriff schutzlos ausgeliefert. Damit war die britische Strategie, bis zum Eintreffen Bullers hinhaltenden Widerstand zu leisten, gescheitert. Die Buren unternahmen anschließend einen Streifzug ins Innere Natals, den sie jedoch bald wieder abbrechen mussten. Der hierbei bei einem Sturz vom Pferd verletzte Joubert wurde durch den erst 37-jährigen Louis Botha abgelöst. Dieser entschloss sich, am Fluss Tugela eine Verteidigungsstellung auszubauen, um den erwarteten britischen Entsatzversuch für Ladysmith abwehren zu können.
Buller traf am 30. Oktober in Kapstadt ein und stand vor der schwierigen Entscheidung, entweder seinem ursprünglichen Feldzugsplan zu folgen und seine gesamten Truppen für eine Invasion des Freistaats einzusetzen oder sie zu teilen, um den drei belagerten Garnisonen zu Hilfe zu kommen. Er entschied sich unter dem Einfluss Milners für Letzteres und ging selbst nach Natal, um die Expedition zur Befreiung von Ladysmith zu führen. Eine Division unter Lord Methuen wurde von ihm zum Entsatz von Kimberley geschickt, eine weitere unter William Gatacre ins Ostkap. Die Kavalleriedivision unter John French schirmte die Grenze zum Freistaat vor einer befürchteten burischen Invasion der Kapkolonie ab, die unter Umständen einen Aufstand unter der burischen Mehrheitsbevölkerung der Kolonie hätte auslösen können.
Die zweite Dezemberwoche, die als Schwarze Woche in die Geschichte einging, brachte eine Serie von drei schweren Niederlagen der Briten an allen Fronten, die deren gesamten Feldzugsplan zunichtemachte. Der demütigenden Niederlage Gatacres bei Stormberg am 10. Dezember folgte am nächsten Tag der Rückschlag Methuens bei Magersfontein und am 15. Dezember, dem Vortag vor Dingaan’s Day, das Scheitern Bullers bei dem Versuch, den Tugela bei Colenso zu überschreiten. Als Konsequenz beschloss die britische Regierung die Entsendung eines weiteren Armeekorps, wofür alle Reserven und die Truppen der Dominions (Kanada, Australien und Neuseeland) herangezogen werden mussten, die Bildung einer berittenen Freiwilligentruppe von 20.000 Mann (Imperial Yeomanry) sowie die Ablösung Bullers als Oberbefehlshaber durch Feldmarschall Lord Roberts, Held des Zweiten Afghanistankrieges und zu der Zeit Oberbefehlshaber in Irland, dem Lord Kitchener, der Held von Omdurman, als Chef des Stabes beigegeben wurde. Der Krieg, dessen erfolgreicher Ausgang binnen weniger Monate bisher erwartet worden war, wandelte sich nunmehr zu einer Frage des nationalen Prestiges, die jede Anstrengung rechtfertigte. Dies lag auch daran, dass die öffentliche Meinung in Europa fast einmütig mit den Buren sympathisierte und eine gemeinsame politische Intervention der anderen europäischen Mächte (Frankreich, Russland und Deutschland) zu deren Gunsten zu diesem Zeitpunkt immerhin möglich schien. Diese scheiterte letztendlich am Desinteresse Deutschlands.
Die Buren besiegten am 6. Januar 1900 bei Colesberg einen Teil der Division des Generalleutnants French; am selben Tag versuchten sie auch vergeblich, Ladysmith zu erobern. Buller erlitt am Spion Kop bei Ladysmith eine schwere Niederlage, bei der er rund 2.300 Mann verlor, aber den Buren gelang es nicht, diesen Sieg auszunutzen, und so konnten sich die britischen Verbände über den Tugela-Fluss zurückziehen und für neue Vorstöße Kräfte sammeln.

### Wende zugunsten der Briten

General Lord Kitchener

Das Blatt wendete sich für die Briten erst, als Buller am 10. Januar 1900 von Feldmarschall Lord Roberts und dessen Chef des Stabes General Lord Kitchener abgelöst wurde und 60.000 Mann Verstärkung in Südafrika eintrafen.

„Die beiden Südafrikanischen Republiken (Transvaal und der Oranje-Freistaat) haben 47000 Transvaalboeren, 4500 Fremde, 10000 Uitlander, 27500 und 7000 Rebellen unter Waffen. Von den britischen Truppen sind 100000 Mann gelandet, 30000 sind unterwegs, und weitere 30000 sollen noch eingeschifft werden.“

Die Buren wurden im Februar am Tugela, wo Buller weiterhin das Kommando führte, und bei Paardeberg geschlagen und die belagerten Städte nacheinander eingenommen. Am 14. Januar wurde klar, dass die die Buren beliefernde Firma Krupp ersucht worden war, Kriegsgerätslieferungen einzustellen, was einige Tage später von ihr bejaht wurde.

„Am 14. Januar berichten Korrespondenten […] die Absendung von Kriegsmaterial […] einzustellen. Wenige Tage später wird bekannt, dass sich Krupp entschlossen hat […] nicht zu beliefern (→ 20.3.1900).“

Kimberley wurde am 15. Februar von der Kavallerie Frenchs entsetzt, Ladysmith am 27. Februar durch Buller befreit, und das von Robert Baden-Powell verteidigte Mafeking hielt bis zum 17. Mai aus, als Herbert Plumer und Bryan Mahon zum Entsatz eintrafen.
Inzwischen hatte Roberts seinen Marsch auf die Hauptstädte der Burenrepubliken begonnen; am 13. März fiel die Hauptstadt des Oranje-Freistaates, Bloemfontein, und am 5. Juni die Hauptstadt Transvaals, Pretoria. Präsident Kruger floh daraufhin nach Portugiesisch-Ostafrika, von wo er später an Bord eines niederländischen Kriegsschiffs nach Europa reiste. Der Krieg schien für Großbritannien gewonnen zu sein, obwohl der Übergang der Buren zur Guerillakriegsführung bereits begonnen und erste Erfolge wie bei Sanna’s Post Ende März gezeitigt hatte. Britische Erfolge gegen die sich in die Weiten des Veld zurückziehenden burischen Kommandos waren aufgrund deren Geländekenntnis und Schnelligkeit nur noch mit hohem Aufwand zu erzielen. Roberts versuchte daher mit einer Strategie von „Zuckerbrot und Peitsche“ das Kriegsende zu beschleunigen. Nachdem die Burenrepubliken als Kronkolonien annektiert worden waren, wurde denjenigen Buren, die ihre Waffen abgaben und einen Loyalitätseid ablegten, erlaubt, nach Hause zu gehen. Andererseits ließ Roberts die Farmen von Buren, die den Krieg fortsetzten, niederbrennen und weitete dies schließlich zu einer Politik der kollektiven Bestrafung aus. Dies erwies sich letztlich als fatal, da es die Buren nur noch zu verstärktem Widerstand bis zum bitteren Ende anspornte. Im Dezember 1900 kehrte Roberts nach England zurück und überließ Kitchener den Oberbefehl.

### Guerillakrieg,verbrannte Erdeund Schaffung von Konzentrationslagern

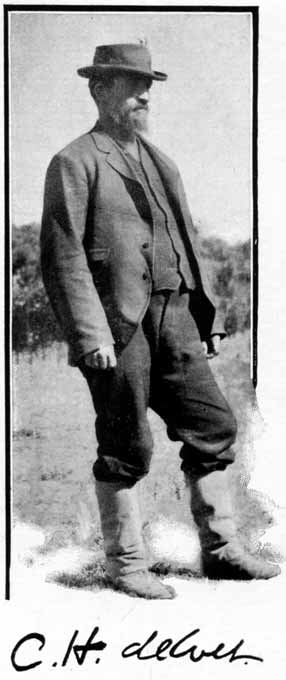
Christiaan de Wet, ein erfolgreicher Anführer der Buren im Guerillakrieg

Nun änderten die Buren ihre Taktik und gingen zu einem für die Briten äußerst verlustreichen Guerillakrieg über. Unter ihrem Anführer, General Christiaan de Wet, kämpften sie noch volle zwei Jahre lang weiter. In kleinen Trupps führten sie Überraschungsangriffe durch – zumeist auf die Nachrichtenverbindungen, Nachschub- und Verkehrswege der Briten –, um sich dann rasch zurückzuziehen.
Da ein so operierender Gegner auf konventionelle Weise kaum zu fassen war, wandte Kitchener eine Strategie der „verbrannten Erde“ an: Die Farmen in den Guerillagebieten wurden zerstört und die Ernten vernichtet, um den Gegner auszuhungern. Rund 120.000 Farmbewohner, vor allem Frauen und Kinder, wurden in Konzentrationslagern interniert. Davon starben über 26.000 aufgrund katastrophaler Lebensbedingungen an Hunger und Krankheiten. Die Britin Emily Hobhouse besuchte mehrere Konzentrationslager und setzte sich in ihrer Heimat öffentlichkeitswirksam für die Internierten ein.

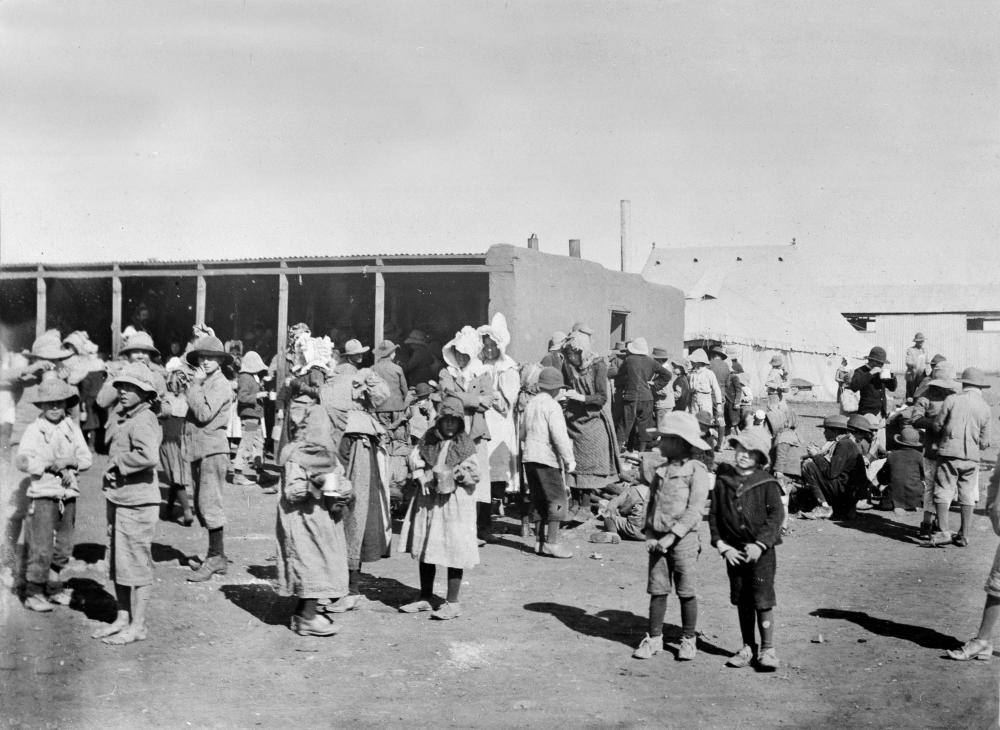
Burische Frauen und Kinder in einem britischen Konzentrationslager während des Zweiten Burenkriegs

Darüber hinaus schränkte Kitchener die Bewegungsfreiheit der burischen Guerilla immer weiter ein. Dazu legte er zunächst entlang der Bahnstrecken und schließlich über das ganze Land ein System von Blockhäusern an, die mit kleinen Garnisonen belegt waren.
Zum Zeitpunkt des Friedensschlusses standen 250.000 (von insgesamt 450.000 eingesetzten) britischen Soldaten rund 30.000 Kämpfer auf Seiten der Buren gegenüber.

### Umgang mit der nichteuropäischen Bevölkerung
Im Krieg erhielt besonders die britische Seite freiwillige Unterstützung aus den Gruppen der schwarzen und farbigen Bevölkerung. Sie dienten als technische Hilfskräfte, Sanitäter, Transporteure oder sogar als Kämpfer. Die Buren dagegen bemühten sich, die nichteuropäische Bevölkerung aus den direkten Kriegshandlungen herauszuhalten. Wurden Nichteuropäer gefangen genommen, kam es auf beiden kriegsbeteiligten Seiten zu deren Misshandlung und zu Erschießungen. Besonders auf burischer Seite ereigneten sich massive Übergriffe auf die indigene Zivilbevölkerung. Dabei stellten sich der spätere Premierminister Barry Hertzog und weitere seiner militärischen Führer als Kriegsverbrecher heraus. In Kriegsgefangenschaft geratene schwarze Hilfskräfte des britischen Militärs wurden massenhaft ohne Gerichtsurteil exekutiert. Es gab seitens der Buren auch keine Bestrafung für ungerechtfertigte Übergriffe auf Schwarze. In der Kapkolonie wurde jede Kooperation oder Solidarisierung mit der burischen Seite als Hochverrat betrachtet und hart bestraft.

### Friedensschluss
Am 31. Mai 1902 wurde der Burenkrieg mit dem Frieden von Vereeniging beendet. Der Vertrag sah die Eingliederung der beiden Burenrepubliken in das britische Empire vor, gewährte den Buren aber ansonsten großzügige Friedensbedingungen: Sie erhielten alle Rechte britischer Staatsbürger, und Afrikaans wurde als Amtssprache anerkannt.

## Versöhnung nach dem Krieg
Trotz der mit äußerster Grausamkeit geführten Kämpfe gelang die Versöhnung zwischen Briten und Buren relativ rasch. Bereits 1907 wurden dem Oranje-Freistaat und Transvaal Selbstverwaltung und eigene Regierungen zugestanden. 1910 bildeten sie mit der Kapkolonie und Natal die Südafrikanische Union. Diese erhielt den Status eines Dominion innerhalb des Britischen Empire, war seither also de facto ein souveräner Staat. Drei Generäle der geschlagenen Burenarmee – Louis Botha, Jan Christiaan Smuts und Barry Hertzog – dienten der Union nacheinander als Premierminister.
Dennoch fanden sich nicht alle Buren mit der Situation ab: So versuchte der ehemalige Guerillaführer Christiaan de Wet zu Beginn des Ersten Weltkrieges einen prodeutschen Aufstand auszulösen, der aber auf Grund der zahlenmäßigen Schwäche der deutschen Schutztruppe in Deutsch-Südwestafrika keine Aussicht auf Erfolg hatte.

## Sonstiges

### Deutschland und der Burenkrieg
Als der Burenkrieg bereits begonnen hatte, brach Wilhelm II. mit seinem Außenminister nach London auf und wurde auf Schloss Windsor mit außerordentlicher Freundlichkeit empfangen. Der in Europa um Unterstützung bittende Ohm Krüger, einst Adressat der Krüger-Depesche, erhielt diesmal keinerlei Hilfe durch den Kaiser.
1908 behauptete Wilhelm in einem Interview mit dem Daily Telegraph sogar, der Burenkrieg sei durch einen von ihm entworfenen Schlachtplan gewonnen worden. Diese und andere Äußerungen führten zur Daily-Telegraph-Affäre.
In dem deutschen Historienfilm Ohm Krüger mit Emil Jannings aus dem Jahre 1941 werden die Vorgeschichte und der Verlauf des Krieges unter dem Blickwinkel der damaligen antibritischen NS-Kriegspropaganda dargestellt.

### Erstmalige Verwendung von Stacheldraht in einem militärischen Konflikt
Der Burenkrieg ist der erste Konflikt, in dem Stacheldraht in größerem Umfang eingesetzt wurde. Die Entwicklung des Stacheldrahtes hatte um 1865 in den Vereinigten Staaten begonnen, als es zunehmend notwendig wurde, wertvolles Land vor frei grasenden Rinderherden zu schützen.
Um die Bewegungsfreiheit der Buren einzuschränken, griffen die britischen Truppen unter General Lord Kitchener in der zweiten Hälfte des Burenkrieges unter anderem auf Stacheldraht zurück. Zunächst entlang der Bahnstrecken und schließlich über das ganze Land errichteten sie ein System von Blockhäusern, die mit kleinen Garnisonen belegt waren. Stacheldrahtwälle schützten nicht nur die unmittelbare Umgebung dieser Blockhäuser und die Eisenbahnstrecken, sondern zogen sich bis zum jeweils nächsten Blockhaus, das auf dem Höhepunkt des Burenkrieges nicht mehr als eine halbe Meile entfernt stand. Solange es hell war, war es für die Buren unmöglich, diese Wälle zu durchschneiden, da sie dabei für die Gewehre der Garnisonen beider Blockhäuser ein statisches Ziel waren. Glocken, die in die Stacheldrahtzäune gehängt wurden, machten auch nächtliche Versuche vergeblich, die Wälle zu durchschneiden. Insgesamt 8000 Blockhäuser und 3700 Meilen von Stacheldrahtwällen wurden im Verlauf des Burenkrieges von den Briten errichtet. Die Kosten für dieses System, mit denen die Briten schließlich das Veld unter ihre Kontrolle brachten, betrugen 300.000 Britische Pfund, nur ein Bruchteil der britischen Kriegskosten von mehr als 200 Millionen Britischen Pfund. Baden Baden-Powell, einer der am Zweiten Burenkrieg teilnehmenden britischen Offiziere, hielt bereits 1903, kurz nach Ende des Konflikts, fest:

„Stacheldraht kann als eine bedeutende Entwicklung für die moderne Kriegsführung betrachtet werden und es ist sehr wahrscheinlich, dass er in zukünftigen Kriegen umfänglich eingesetzt wird.“

Er ist auch der erste Konflikt, in dem Stacheldraht verwendet wurde, um Gefangene in ihrer Bewegungsfreiheit zu begrenzen. Die Konzentrationslager, in die burische Frauen, Kinder und alte Männer verbracht wurden, waren zunächst nicht umzäunt. Im Verlauf der Auseinandersetzungen wurden diese jedoch mit Stacheldraht eingezäunt, um jegliches Entkommen zu verhindern.

## Literatur

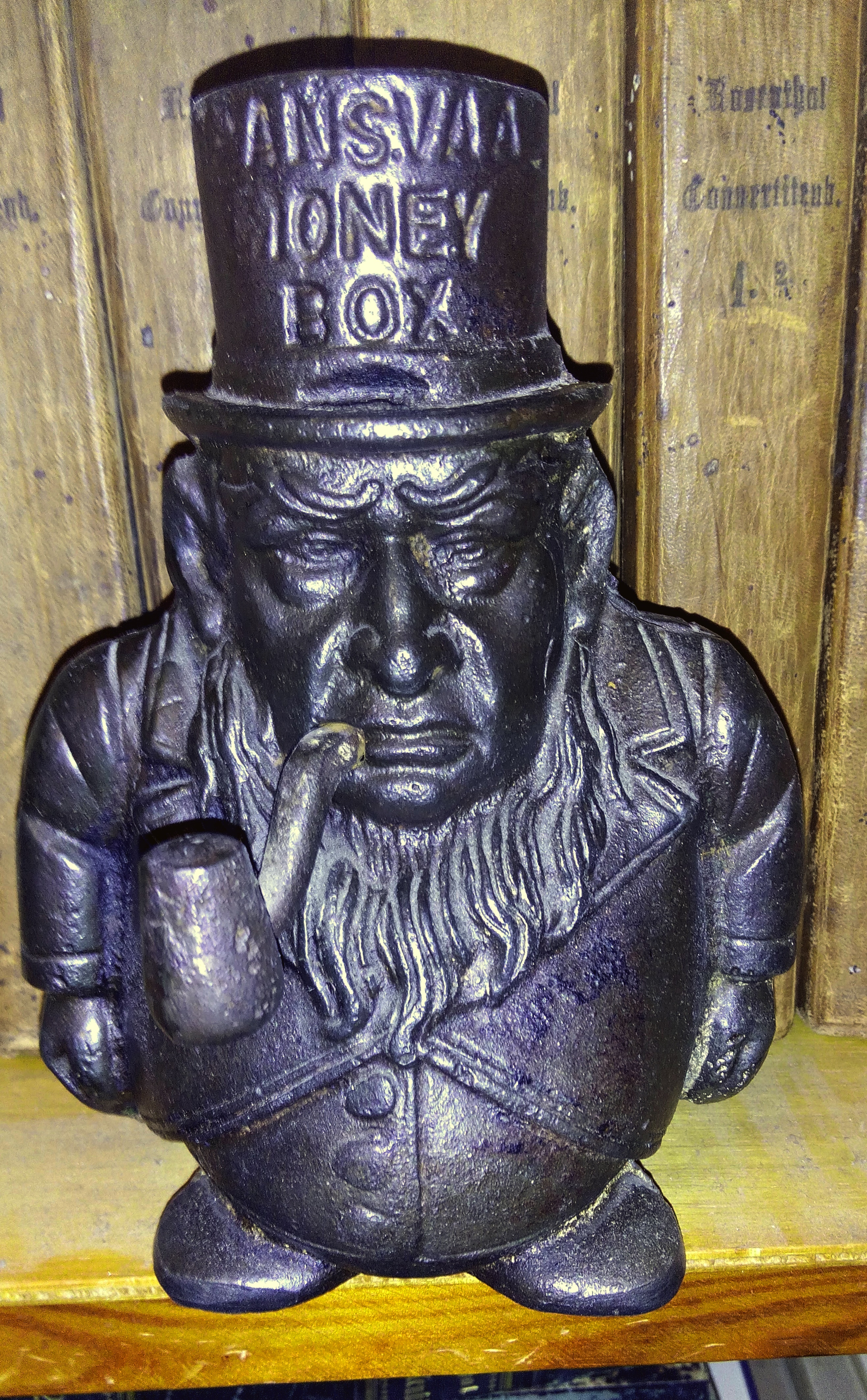
Englische Propaganda-Spendendose „Paul Kruger“, aus dem Burenkrieg

## Einzelbelege
1. ↑  Christoph Marx: Südafrika. Geschichte und Gegenwart. Kohlhammer, Stuttgart 2012, S. 159–161.
2. ↑  Christoph Marx: Im Zeichen des Ochsenwagens: der radikale Afrikaaner-Nationalismus in Südafrika und die Geschichte der Ossewabrandwag. LIT, Münster 1998, ISBN 3-8258-3907-9, S. 1. Auszüge bei books.google.de
3. ↑  Christoph Marx: Südafrika. Geschichte und Gegenwart. Kohlhammer Verlag, Stuttgart 2012, ISBN 978-3-17-021146-9, S. 146–147, 155–156
4. ↑  Christoph Marx: Südafrika. Geschichte und Gegenwart. Stuttgart, 2012, S. 154
5. ↑  Christoph Marx: Südafrika. Geschichte und Gegenwart. Stuttgart, 2012, S. 158–159
6. ↑  Paul Hoser: Die Krügerdepesche (1896). In: Jürgen Zimmerer (Hrsg.): Kein Platz an der Sonne. Erinnerungsorte der deutschen Kolonialgeschichte. Frankfurt 2013, ISBN 978-3-593-39811-2, S. 150–163.
7. ↑  Christoph Marx: Südafrika. Geschichte und Gegenwart. Stuttgart, 2012, S. 160–161
8. ↑  L. Jooste: Foreigners in the defence of South Afrika. In: Scientia Militaria – South African Journal of Military Studies, S. 25 f.; jol.info
9. ↑  Neville Gomm: The German commando in the South African War of 1899–1902 in: Military History Journal Dezember 1971.
10. ↑  Erlebnisse eines Liestalers im Burenkrieg. Von Ambrosius Spinnler (1872–1954). e-periodica.ch; abgerufen am 19. Oktober 2020.
11. ↑  Wilhelm Vallentin: Die Buren und ihre Heimat. Nach authentischen Quellen mit Benutzung amtlichen Materials und aus eigener Anschauung dargestellt. Berlin 1900, S. 53 ff.
12. ↑  J. J. Retief: Die Ontwikelung van die Rangstruktur van die Boerekommando’s. Deel 2: 1834–1902. In: Military History Journal, ed. The South African Military History Society, Vol 9 No 5 – Junie 1994; abgerufen am 2. Juni 2018.
13. ↑  Adolf Schiel: 23 Jahre Sturm und Sonnenschein in Südafrika. Verlag F. A. Brockhaus, Leipzig 1902, S. 176ff.
14. ↑  Julius Fessler: Unter dem Roten Kreuz in Transvaal. München 1902, S. 63.
15. ↑  Die Armee der südafrikanischen Republik Transvaal. In: Schweizerische Militärzeitung, Nr. 31, 1899, S. 241–244.
16. ↑  Die Coron-Chronik – das 20. Jahrhundert: 1900–1903. Coron Verlagsgesellschaft, ISBN 3-577-17101-4.
17. ↑  Bernd Januschke, Karl-Friedrich Warner: Die Chronik des 20. Jahrhunderts. Weltbild Verlag, Augsburg 1996, S. 10, Wende im Burenkrieg, Z. 4-13
18. ↑  Bernd Januschke, Karl-Friedrich Warner: Die Chronik des 20. Jahrhunderts. Weltbild Verlag, Augsburg 1996, S. 10, Z. 18-26
19. ↑  Christoph Marx: Südafrika. Geschichte und Gegenwart. Stuttgart, 2012, S. 163
20. ↑  S. Fischer-Fabian: Herrliche Zeiten. Verlagsgruppe Lübbe, Bergisch Gladbach 1986. Neuauflage: Bastei Lübbe Taschenbuch Band 64206, März 2005, S. 342.
21. ↑  Vor 135 Jahren: Joseph Glidden erhält US-Patent für Stacheldraht. Ende der endlosen Weite. WDR 2, 24. November 2009.
22. ↑  Reviel Netz: Barbed Wire: An Ecology of Modernity. Wesleyan University Press, Middletown 2009, ISBN 978-0-8195-6959-2, S. 66.
23. ↑  zitiert nach Reviel Netz: Barbed Wire: An Ecology of Modernity. Wesleyan University Press, Middletown 2009, ISBN 978-0-8195-6959-2, S. 93. Im Original lautet das Zitat: Barbed wire may be consiedered as an important innovation in modern warfare, and is likely to be largely employed in future wars.